# 중서대서양 수산 위원회
중서대서양 수산 위원회(Western Central Atlantic Fishery Commission, WECAFC)는 중서대서양수역 수산자원 관리를 목적으로 1973년 11월 설립된 수산 기구이다. 회원국은 브라질, 네덜란드, 프랑스, 이탈리아 등 33개국이다. 사무국은 이탈리아 로마에 있다. 대한민국은 1974년 1월에 가입하였다.

## 주요 업무
- 자원조사 통계수집
- 연구사업 조정
- 연구(조사)업무 촉진
- 교육증진 및 훈련장려
- 회원국의 합리적인 정책 수립 지원
- 양국간 또는 다수국이 관련된 자원의 합리적 관리 증진